# Napad NOVJ-a na Gojlo
Napad na naftne izvore u Gojlu je bila partizanska diverzantska akcija tijekom Drugog svjetskog rata u Hrvatskoj, izvedena 6. rujna 1942. godine.
Akciju su izvele postrojbe Sedme hrvatske NO brigade, Banijske proleterske čete i Moslavačkog partizanskog bataljuna i dijelovi Prvog slavonskog odreda NOP-a te ostaci Krajiškog proleterskog bataljuna. Najveći teret borbe u samom mjestu je ponijela prva Slavonska udarna četa i Banijska proleterska četa.
Uništenjem postrojenja u Gojlu, izvjesno vrijeme je obustavljena proizvodnja nafte koja je prerađivana za potrebe Wehrmachta u rafinerijama kod Siska i u Bosanskom Brodu. Tako je eksploatacija nafte iz Gojla iznosila samo 9.605 tona u 1942. godini, za razliku od regularne eksploatacije u 1943. godini, koja je iznosila 21 582 t.

## Pripreme
Ovom pothvatu velikih razmjera je prethodila pomna obavještajna priprema. Nakon što je Štab Treće operativne zone NOV-a i PO-a Hrvatske donio odluku o napadu na Gojlo, iz Slavonije s dva pratitelja upućen zamjenik zapovjednika Zone Bogdan Crnobrnja sa zadatkom da izvrši sveobuhvatne pripreme za tu akciju, a zatim da zapovjeda svim jedinicama koje bi sudjelovale u akciji. Bogdan Crnobrnja se toga prosjeća: 
Istovremeno, zbog neprijateljske ofenzive na Baniju, banijske su se snage povukle na Kordun, odakle su neki prebačeni u Moslavinu. Po naređenju Glavnog štaba za Hrvatsku, krajem kolovoza, u Moslavinu su bila prebačena, preko Save, tri bataljuna Banijskog odreda, sa zadatkom da pomognu moslavačkim i slavonskim postrojbama u daljnjem razvoju borbe u tim krajevima.
Početkom rujna u Moslavinu prebačeni su Sedma banijska brigada, dijelovi Prvog slavonskog NOP odreda i Krajiškog proleterskog bataljuna i Banijska proleterska četa. Dana 2. rujna 1942. godine, po naređenju GŠ NOP odreda za Hrvatsku, od 3., 5. i Udarnog bataljuna Banijskog partizanskog odreda formiran je Operativni štab NOP odreda Banije, kasnije Sedma banijska udarna brigada NOVJ-a. Njezina prva veća akcija bio je napad na petrolejske izvore u Gojlu. 4. IX Banijci su došli u vezu s Moslavačkim bataljunom. 
Zajedno sa Slavoncima stvoren je plan za akciju na petrolejske izvore kod Gojla.
Zapovjednik Psunjskog partizanskog odreda Vicko Antić je nakon rata pisao o napadu na Gojlo. Naglasivši da je taj zadatak Štab 3. operativne zone povjerio „Psunjskom NOP odredu i Banijskoj i Bosanskoj proleterskoj četi“, on opisuje njihov prelazak sa sektora Psunja za Moslavinu: 
Bogdan Crnobrnja, koordinator akcije, je nakon rata ovako opisao finalne pripreme: 
Narod sela Stupovača dao je sve od sebe u vrijeme partizanskog napada na Gojlo. U selu je bilo veoma živo. Prvi put se sakupilo na stotine partizana. Bio je tu operativni štab na čelu s Bogdanom Crnobrnjom-Toljom, Štab Prvog slavonskog odreda, Banijskog odreda i Moslavačkog odreda. Bilo je mnogo partizana iz Stupovače koji su bili vodiči jedinicama. Mnogi omladinci bili su angažirani na raznim zadacima.

## Izvođenje akcije
U zoru 6. rujna 1942. godine, partizani su izvršili napad na naftne izvore. Napad je počeo u pola pet ujutro. Banijci koji su bili umorni od duga puta dobili su zadatak da s jednim bataljunom organiziraju zasjedu prema Garešnici, s drugim da ruše glavnu prugu Beograd-Zagreb kod Krivaje, a s trećim da fingiraju napad na neprijateljske posade u Gornjoj Jelenskoj i Garešnici. Moslavački partizanski bataljun je bio u zasjedi prema Banovoj Jarugi. Bosanski proleteri su držali zasjedu prema Kutini. Neposredan napad na Gojlo izvršile su snage Prvog i Trećeg bataljuna Psunjskog partizanskog odreda i Banijska proleterska četa.
Petrolejske izvore je branilo oko 120 domobrana i oko 30-40 njemačkih vojnika. Njih je napadalo do 500 partizana. Iznenadnim naletom savladana je domobransko-njemačka posada u Gojlu kod Kutine (Moslavina), i zapaljeni petrolejski izvori. U napadu su pod privremenim zajedničkim Operativnim štabom sujdelovali dijelovi Prvog slavonskog odreda, Banijska proleterska četa i dijelovi Krajiškog proleterskog bataljuna, dok su dijelovi Banijskog odreda i Moslavački bataljun osiguravali napad prema okolnim neprijateljskim garnizonima, naročito prema Kutini i Garešnici.«
Prema partizanskim izvorima je »zarobljeno 76 domobrana, pobijeno 32 Nijemca, zarobljeno 3, ubijen natporučnik domobrana, njemački zapovjednik poginuo.« Kod partizana su ostala 4 domobrana, ostali su pušteni.

## Izvještaji
U dnevniku Josipa Krajačića Prike, političkog komesara Psunjskog odreda, je zapisano: 
U izvještaju Operativnog štaba Partizanskog Odreda Banije stoji:
Istoga dana organi Kotarske oblasti NDH u Kutini obavijestili Veliku župu Prigorje, čije je sjedište bilo u Zagrebu: 
Deset dana kasnije, 16. rujna, u petnaestodnevnom izvještaju »Zapovjedničtva 1. oružničke pukovnije« »Vrhovnom oružničkom zapovjedničtvu« u Zagrebu ponavljaju se uglavnom podaci Kotarske oblasti u Kutini i dodaje: 
Tito (Valter) je 23. rujna javio Moskvi da naftni izvori još uvijek gore: 

## Unutrašnje poveznice
- napadi na garnizone NDH
- popis borbi NOVJ-a u Slavoniji
- Narodnooslobodilački pokret u Slavoniji